# Narodowe Siły Zbrojne
Les NSZ (Narodowe Siły Zbrojne, Forces armées nationales) étaient un mouvement de résistance polonais contre l'Occupation allemande pendant la Seconde Guerre mondiale. 

## Histoire
Les NSZ (dont les membres étaient appelés Nesezowcy) furent créées le 20 septembre 1942, de la fusion de l'Organizacja Wojskowa Związek Jaszczurczy (Organisation militaire - Union du lézard) et d'une partie de la Narodowa Organizacja Wojskowa (Organisation militaire nationale). Au comble de leurs effectifs, elles atteignirent un total de 70 000 à 75 000 membres, ce qui faisait d'elles la seconde par le nombre des organisations de la Résistance polonaise (après l'Armia Krajowa). Une partie des NSZ joignirent l'Armia Krajowa en mars 1944. La seule branche qui resta à l'écart était la NSZ-ZJ (Związek Jaszczurczy, Union du lézard). Des unités (de 800 à 2 000, selon les sources) de la NSZ prirent part à l'Insurrection de Varsovie. 
En janvier 1945, une brigade des NSZ, la Brygada Świętokrzyska (Brigade des Montagnes de la Sainte-Croix) se replia devant l'Armée rouge, en accord avec les Allemands, dans le Protectorat de Bohême-Moravie. Elle reprit toutefois le combat contre les nazis le 5 mai 1945 en Bohême, libérant des femmes du camp de concentration de Holiszowo. La brigade subit de lourdes pertes.
Les NSZ occupaient l'extrême droite du spectre politique. Leur programme comportait la lutte pour l'indépendance polonaise aussi bien contre l'Allemagne nazie que contre l'Union soviétique stalinienne et visait d'une part à rétablir la frontière orientale d'avant la guerre, du temps de la Deuxième République de Pologne, et d'autre part à recouvrer à l'ouest les Ziemie Odzyskane, Ziemie Zachodnie i Północne, territoires germanisés (Poméranie, Silésie, etc.) qui avaient appartenu à la Pologne dans une histoire séculaire.
Pendant et après la guerre, les NSZ avaient été en butte à des provocations des communistes polonais, notamment de leurs organisations paramilitaires telles que la Gwardia Ludowa (GL) et l'Armia Ludowa (AL). Des partisans communistes auraient laissé sur les lieux de leurs propres vols de fausses preuves, papiers et reçus fabriqués, qui pointaient vers les NSZ[réf. nécessaire]. Cette méthode de guerre contre les NSZ fut également pratiquée juste après la guerre par la police secrète polonaise (UB) et la Milicja Obywatelska (MO), comme le révélèrent des documents judiciaires de la République populaire de Pologne[réf. souhaitée]. On a reproché aux NSZ diverses opérations de « pacification », mais, par faute de preuves, elles n'ont pas fait l'objet d'un procès pour crimes de guerre.
En raison de sa politique de non-coopération avec les Soviétiques, et contrairement à l'Armia Krajowa (AK), qui était complètement transparente aux services de sécurité communistes, les NSZ restèrent une puissance militaire et politique indépendante[réf. nécessaire] même après que l'Armée rouge eut pris le contrôle de la Pologne. La position anticommuniste des Forces Armées Nationales, toutefois, n'a jamais été analysée en profondeur. Elle n'est pas à considérer comme un conflit exclusivement idéologique. Les communistes polonais, contrôlés par Moscou, essayèrent de saboter le mouvement patriotique avec autant d'énergie qu'ils sabotaient l'envahisseur allemand[réf. nécessaire]. Les bandes communistes pillaient la campagne[réf. nécessaire]. Le meurtre et le viol étaient à l'ordre du jour[réf. nécessaire]. Un des buts des NSZ était de protéger la population contre le banditisme et la violence[réf. nécessaire]. Les NSZ décrivaient et évaluaient comme suit les activités communistes : 

« On peut mourir par la méthode qui a fait ses preuves à Katyń, c'est-à-dire d'une simple balle dans la nuque, ou dans les camps soviétiques de travail forcé, ou dans les camps de concentration nazis des Allemands [...] il n'y a pas de vraie différence dans la façon dont on meurt [...]. c'est donc notre devoir d'écraser les agents soviétiques en Pologne. C'est une simple exigence de la raison polonaise d'État[réf. nécessaire]. »

Les membres des NSZ, comme d'autres soldats réprouvés (Żołnierze wyklęci), furent persécutés dans les années staliniennes qui suivirent la guerre. Dans l'automne 1946, un groupe de 100 à 200 soldats des NSZ furent attirés dans un piège et massacrés. Toutefois, en 1992, après que la Pologne eut été libérée de l'occupation soviétique, les soldats réprouvés furent réhabilités et reçurent le statut d'anciens combattants.

### Chefs
- Colonel Ignacy Oziewicz
- Colonel Tadeusz Kurcyusz
- Colonel Stanislaw Kasznica